# アルマトイ州
アルマトイ州（アルマトイしゅう、カザフ語: Алматы облысы、ロシア語: Алматинская область）は、中央アジアのカザフスタンの州の1つ。
東に中華人民共和国の新疆ウイグル自治区に、南にキルギスタンに接する。北西はカラガンダ州、北はジェティス州、西はジャンブール州に接する。州都はコナエフ。人口 1,497,025人（2022年10月推計）、面積 105,100平方キロメートル。同国最大の都市アルマトイは、アルマトイ州域ではないが、アルマトイ州に囲われている。主な水域はバルハシ湖。

## 歴史

1997年から2022年までのアルマトイ州の領域

カザフ・ソビエト社会主義共和国時代に創設された。当時の州都はアルマトイ（アルマ・アタ）であった。1957年に北のタルディ＝クルガン州を編入するが、1973年に再度分離した。1980年に州都アルマトイが州から独立した。
カザフスタン共和国として独立した後の1997年4月22日にタルディ＝クルガン州を再編入した。2001年4月14日、州都をアルマトイからタルディコルガンへ変更した。2022年6月8日、州北部（旧タルディ＝クルガン州）がジェティス州として分離した。タルディコルガンもジェティス州に含まれていたことから、州都はコナエフ（旧称カプチャガイ）へ変更となった。

## 行政区分
9の地区と1地区級市に分かれる。

### 地区
1. バルハシ地区（英語版） - 地区行政センター所在地：バカナス（英語版）
2. ジャンブール地区（英語版） - 地区行政センター所在地：ウジナガシュ（英語版）
3. イレ地区（英語版） - 地区行政センター所在地：オテゲン＝バチェイル（英語版）
4. カラセイ地区（英語版） - 地区行政センター所在地：カスケレン（英語版）
5. ケゲン地区（カザフ語版） - 地区行政センター所在地：ケゲン（英語版）[6]
6. タルガル地区（英語版） - 地区行政センター所在地：タルガル（英語版）
7. エンベクシカザフ地区（英語版） - 地区行政センター所在地：エシク（英語版）
8. ウイグル地区（英語版） - 地区行政センター所在地：チュンジャ（英語版）
9. ライムベク地区 - 地区行政センター所在地：ナリンコル（英語版）

### 地区級市
- コナエフ